# Jezioro Ślesińskie
Jezioro Ślesińskie – jezioro rynnowe, polodowcowe w Polsce, położone w województwie wielkopolskim, w powiecie konińskim, w gminie Ślesin, na obszarze Pojezierza Żnińsko-Mogileńskiego.

## Charakterystyka
Akwen wchodzi w skład Kanału Ślesińskiego. Stanowi jedno z jezior obiegu chłodzącego Elektrownię Konin i Elektrownię Pątnów. W związku z tym, jezioro zasilane jest w miesiącach letnich w ciepłą wodę pompowaną poprzez Kanał Zrzutowy z Jeziora Licheńskiego. Spowodowało to wzrost temperatury wody (obecnie jest to średni wzrost o 4 do 6 stopni Celsjusza), a w następstwie - zarastanie jeziora. Rozwiązaniem problemu zarastania okazało się sprowadzenie azjatyckich gatunków ryb słodkowodnych (amur, tołpyga biała i tołpyga pstra), które żywiąc się roślinnością wodną przywróciły równowagę biologiczną jeziora.
Podwyższona temperatura wody jeziora w sezonie letnim, jest traktowana jako dodatkowy walor, ze względu na komfort kąpieli i uprawiania sportów wodnych. Ujście Kanału Zrzutowego, zwane lokalnie „Syfonem”, znajduje się na wschodnim brzegu jeziora w pobliżu wsi Głębockie i stanowi miejscową atrakcję turystyczną. Jezioro Ślesińskie jest miejscem treningów i zawodów narciarstwa wodnego. Na jeziorze każdego lata instalowany jest przez członków łódzkiego Studenckiego Klubu Turystycznego PŁazik slalom narciarski. Od 2004 roku w końcu sierpnia na akwenie odbywają się otwarte zawody wakeboardowe. Odbyły się również na nim motorowodne mistrzostwa Europy.